# Sašo Mirjanič
Sašo Mirjanič (Koper, Yugoslavia, 27 de enero de 1968-Breg, 25 de septiembre de 1994) fue un deportista esloveno que compitió en remo.
Participó en dos Juegos Olímpicos de Verano, obteniendo una medalla de bronce en Barcelona 1992, en la prueba de cuatro sin timonel, y el octavo lugar en Seúl 1988, en el dos con timonel.
Falleció a los 26 años en un accidente de tráfico cerca de la localidad de Breg, en la región de Gorenjska.

## Palmarés internacional
| Representando a Eslovenia |                    |                   |                    |
| Juegos Olímpicos          |                    |                   |                    |
| Año                       | Lugar              | Medalla           | Prueba             |
| 1992                      | Barcelona (España) | Medalla de bronce | Cuatro sin timonel |